# Análisis de afinidad
El análisis de afinidad es una técnica de análisis de datos y minería de datos que descubre relaciones entre actividades de distintos individuos o grupos en un contexto de ciencia computacional.
Un ejemplo intuitivo y muy bien conocido es el del "análisis de la cesta de la compra" que se aplica en el negocio de retail o minorista. En este caso, los minoristas lo utilizan para comprender las conductas de compra por parte de grupos de clientes. Así pueden incrementar las ventas mediante venta cruzada (cross-selling), un mejor diseño de la tienda, planes de descuento y promociones. 

## Ejemplos
Un ejemplo en el sector de retail es el de entender qué clientes compran cuando hay artículos en promoción. Por ejemplo, los clientes muy posiblemente comprarán champú y el acondicionador de cabello juntos. Por lo tanto, al vendedor no le interesará poner ambos artículos en promoción al mismo tiempo, pues la promoción de uno de los artículos probablemente propulse las ventas del otro. 
Otro ejemplo sencillo es el caso de los huevos. Cuando un cliente compra huevos, ¿lo hace para hacer un pastel o para preparar un desayuno? Al ver los contenidos completos de la canasta de mercado, se puede distinguir el perfil de clientes que hornean (por ejemplo, la compra de huevos junto con harina y azúcar) o hacen tortillas francesas (por ejemplo, la compra de huevos va acompañada de tocino y queso). 
Un caso de uso muy habitual de la venta cruzada en internet es el de las sugerencias de compra en sitios de ventas en línea. Por ejemplo: 
”Clientes que compraron el libro A también compraron el libro B”.
”Personas que leyeron Historia de Portugal también se interesaron en Historia naval".